# 32e session du Comité du patrimoine mondial
La 32e session du Comité du patrimoine mondial s'est tenue du 2 juillet 2008 au 10 juillet 2008 à Québec, au Canada. Le choix de la ville d'accueil est influencé par la célébration du 400e anniversaire de Québec.

## Participants
Le bureau du Comité est, pour la session, constitué des pays suivants :
- Présidence : Canada
- Vice-présidence : Corée du Sud, Israël, Kenya, Pérou, Tunisie
- Rapporteur : Barbade
- Autres membres : Australie, Bahreïn, Brésil, Chine, Cuba, Égypte, Espagne, États-Unis, Jordanie, Madagascar, Maroc, Maurice, Nigeria, Suède

## Liste

### Inscriptions
27 nouveaux biens sont inscrits au patrimoine mondial : 19 de type culturel et 8 de type naturel,.
L'Arabie saoudite, la Papouasie-Nouvelle-Guinée, Saint-Marin et le Vanuatu connaissent leur première inscription au patrimoine mondial. Les sites de Papouasie-Nouvelle-Guinée et du Vanuatu sont les premiers sites inscrits en Océanie, en dehors de l'Australie, de la Nouvelle-Zélande et de territoires non-indépendants depuis Rennell Est aux îles Salomon en 1998, dix ans auparavant.
Dans le tableau ci-dessous, les graphies des biens sont celles données par l'UNESCO.
| Id.  | Bien                                                                          | Pays                      | Superficie (ha) | Critères et notes | Coordonnées                                               | Illus. |
| ---- | ----------------------------------------------------------------------------- | ------------------------- | --------------- | --- | --------------------------------------------------------- | ------ |
| 1239 | Cités du modernisme de Berlin                                                 | Allemagne                 | 88,1            | Culturel, (ii)(iv) Comprend 6 sites distincts.                                                                                            | 52° 26′ 53″ N, 13° 27′ 00″ E                              |        |
| 1293 | Site archéologique de Hegra (al-Hijr / Madâin Sâlih)                          | Arabie saoudite           | 1 621,2         | Culturel, (ii)(iii) | 26° 48′ 50″ N, 37° 56′ 53″ E                              |        |
| 1224 | Temple de Preah Vihear                                                        | Cambodge                  | 154,7           | Culturel, (i) | 14° 23′ 28″ N, 104° 40′ 48″ E                             |        |
| 1285 | Falaises fossilifères de Joggins                                              | Canada                    | 689             | Naturel, (viii) | 45° 45′ 07″ N, 64° 25′ 05″ O                              |        |
| 1292 | Parc national du mont Sanqingshan                                             | Chine                     | 22 950          | Naturel, (vii) | 28° 57′ 07″ N, 118° 03′ 07″ E                             |        |
| 1113 | Tulou du Fujian                                                               | Chine                     | 152,65          | Culturel, (iii)(iv)(v) Comprend 10 sites distincts.                                                                                       | 24° 39′ 32″ N, 116° 58′ 30″ E                             |        |
| 1240 | Plaine de Stari Grad                                                          | Croatie                   | 1 376,53        | Culturel, (ii)(iii)(v) | 43° 10′ 55″ N, 16° 38′ 20″ E                              |        |
| 1270 | Centre historique de Camagüey                                                 | Cuba                      | 54              | Culturel, (iv)(v) | 21° 22′ 44″ N, 77° 55′ 19″ O                              |        |
| 1283 | Fortifications de Vauban                                                      | France                    | 1 153,16        | Culturel, (i)(ii)(iv) Comprend 12 sites distincts.                                                                                        | 50° 16′ 59″ N, 2° 45′ 32″ E                               |        |
| 1115 | Lagons de Nouvelle-Calédonie : diversité récifale et écosystèmes associés     | France                    | 1 574 300       | Naturel, (vii)(ix)(x) Comprend 6 sites distincts.                                                                                         | 20° 24′ 43″ S, 164° 33′ 58″ E                             |        |
| 1262 | Ensembles monastiques arméniens d'Iran                                        | Iran                      | 129,2819        | Culturel, (ii)(iii)(vi) Comprend 8 sites distincts.                                                                                       | 38° 58′ 44″ N, 45° 28′ 23″ E                              |        |
| 1267 | Surtsey                                                                       | Islande                   | 3 370           | Naturel, (ix) | 63° 18′ 14″ N, 20° 36′ 18″ O                              |        |
| 1220 | Lieux saints bahá’is à Haïfa et en Galilée occidentale                        | Israël                    | 62,58           | Culturel, (iii)(vi) Comprend 11 sites distincts, dont le mausolée de Baháʼu'lláh à Acre et le mausolée du Báb à Haïfa.                    | 32° 48′ 50″ N, 34° 59′ 13″ E                              |        |
| 1287 | Mantoue et Sabbioneta                                                         | Italie                    | 235,43          | Culturel, (ii)(iii) | 45° 09′ 32″ N, 10° 47′ 38″ E 44° 59′ 53″ N, 10° 29′ 24″ E |        |
| 1276 | Chemin de fer rhétique dans les paysages de l’Albula et de la Bernina         | Italie, Suisse            | 152,42          | Culturel, (ii)(iv) | 46° 24′ 32″ N, 10° 01′ 12″ E                              |        |
| 1102 | Saryarka - Steppe et lacs du Kazakhstan septentrional                         | Kazakhstan                | 450 344         | Naturel, (ix)(x) Comprend 5 sites distincts, sur deux zones : la réserve naturelle de Naourzoum et la réserve naturelle de Korgaljyn (en) | 51° 31′ 59″ N, 64° 26′ 20″ E 50° 25′ 59″ N, 69° 11′ 20″ E |        |
| 1231 | Forêts sacrées de kayas des Mijikenda                                         | Kenya                     | 1 538           | Culturel, (iii)(v)(vi) Comprend 8 sites distincts.                                                                                        | 3° 55′ 55″ S, 39° 35′ 46″ E                               |        |
| 1223 | Melaka et George Town, villes historiques du détroit de Malacca               | Malaisie                  | 154,68          | Culturel, (ii)(iii)(iv) | 2° 12′ 22″ N, 102° 15′ 40″ E 5° 25′ 01″ N, 100° 19′ 01″ E |        |
| 1259 | Paysage culturel du Morne                                                     | Maurice                   | 349,6           | Culturel, (iii)(vi) | 20° 27′ 40″ S, 57° 18′ 50″ E                              |        |
| 1290 | Réserve de biosphère du papillon monarque                                     | Mexique                   | 13 551,552      | Naturel, (vii) Comprend 3 zones distinctes.                                                                                               | 19° 36′ 22″ N, 100° 14′ 31″ O                             |        |
| 1274 | Ville protégée de San Miguel et sanctuaire de Jésus de Nazareth de Atotonilco | Mexique                   | 46,95           | Culturel, (ii)(iv) | 20° 54′ 50″ N, 100° 44′ 46″ O                             |        |
| 887  | Ancien site agricole de Kuk                                                   | Papouasie-Nouvelle-Guinée | 116             | Culturel, (iii)(iv) | 5° 47′ 02″ S, 144° 19′ 55″ E                              |        |
| 1245 | Centre historique de Saint-Marin et mont Titano                               | Saint-Marin               | 55              | Culturel, (iii) | 43° 55′ 59″ N, 12° 27′ 07″ E                              |        |
| 1273 | Églises en bois de la partie slovaque de la zone des Carpates                 | Slovaquie                 | 2,5644          | Culturel, (iii)(iv) Comprend 8 églises distinctes.                                                                                        | 49° 20′ 10″ N, 19° 33′ 29″ E                              |        |
| 1179 | Haut lieu tectonique suisse Sardona                                           | Suisse                    | 32 850          | Naturel, (viii) | 46° 55′ 01″ N, 9° 15′ 00″ E                               |        |
| 1280 | Domaine du chef Roi Mata                                                      | Vanuatu                   | 886,31          | Culturel, (iii)(v)(vi) | 17° 41′ 38″ S, 168° 14′ 02″ E                             |        |
| 1263 | Archipel de Socotra                                                           | Yémen                     | 410 460         | Naturel, (x) Comprend 18 sites distincts.                                                                                                 | 12° 30′ N, 53° 24′ E                                      |        |

### Extensions
Les limites des quatre biens suivants, déjà inscrits au patrimoine mondial, sont étendues de façon significative,,.
| Id. | Bien                                                                 | Pays                   | Superficie (ha) | Critères et notes                                                | Coordonnées                  | Illus. |
| --- | -------------------------------------------------------------------- | ---------------------- | --------------- | ---------------------------------------------------------------- | ---------------------------- | ------ |
| 569 | Centres historiques de Berat et Gjirokastra                          | Albanie                | 58,9            | Culturel, (iii)(iv) Extension au centre historique de Berat.     | 40° 42′ 29″ N, 19° 56′ 46″ E |        |
| 430 | Frontières de l'Empire romain                                        | Allemagne, Royaume-Uni | 526,9           | Culturel, (ii)(iii)(iv) Extension au mur d'Antonin.              | 55° 58′ 01″ N, 4° 04′ 01″ O  |        |
| 310 | Grotte d'Altamira et art rupestre paléolithique du nord de l'Espagne | Espagne                | 2 234,706       | Culturel, (i)(iii) Extension à 17 grottes ornées.                | 43° 29′ 06″ N, 6° 02′ 06″ O  |        |
| 944 | Chemins de fer de montagne en Inde                                   | Inde                   | 88,99           | Culturel, (ii)(iv) Extension au chemin de fer de Kalka à Shimla. | 30° 51′ 07″ N, 76° 56′ 13″ E |        |

### Ajournements
L'examen de dix proposition est remise à une date ultérieure.
| Bien                                                                             | Pays          | Notes | Coordonnées                   | Illus. |
| -------------------------------------------------------------------------------- | ------------- | --- | ----------------------------- | ------ |
| Place São Francisco (pt) dans la ville de São Cristóvão                          | Brésil        | Proposition renvoyée au Brésil pour lui permettre de mieux étoffer son dossier. Inscrit en 2010. | 11° 00′ 58″ S, 37° 12′ 36″ O  |        |
| Monuments et sites historiques de Kaesong                                        | Corée du Nord | Examen différé pour redéfinir les limites et la sélection des sites proposés. Inscrit en 2013. | 37° 58′ 55″ N, 126° 30′ 29″ E |        |
| Île fluviale de Majuli sur le Brahmapoutre en Assam                              | Inde          | Examen différé afin mieux documenter la valeur universelle du bien proposé. | 26° 57′ N, 94° 10′ E          |        |
| Paysage culturel de la province de Bali                                          | Indonésie     | Examen différé afin de reconsider les sites sélectionnés et de mettre en place un système de gestion. Inscrit en 2012                                                                                     | 8° 15′ 32″ S, 115° 24′ 11″ E  |        |
| Porte aux trois arches de Dan                                                    | Israël        | Proposition renvoyée à Israël en attente d'un complément d'information sur la valeur du bien proposé, et de données juridiques et techniques.                                                             | 33° 14′ 53″ N, 35° 39′ 18″ E  |        |
| Hiraizumi – Paysage culturel associé à la cosmologie bouddhiste de la Terre Pure | Japon         | Examen différé afin de fournir une analyse comparative du bien et une révision éventuelle de ses limites. Inscrit en 2011                                                                                 | 39° 00′ 04″ N, 141° 06′ 29″ E |        |
| Montagne sacrée de Sulaiman-Too                                                  | Kirghizistan  | Proposition renvoyée au Kirghizistan afin de stopper la construction d'un funiculaire et de logements dans la zone tampon, et de mettre en place une protection officiel du bien proposé. Inscrit en 2009 | 40° 31′ 52″ N, 72° 46′ 59″ E  |        |
| Cathédrale de León                                                               | Nicaragua     | Proposition renvoyée au Nicaragua afin de compléter son plan de restauration de l'édifice et son plan spécial pour le centre historique de León. Inscrit en 2011                                          | 12° 26′ 06″ N, 86° 52′ 41″ O  |        |
| Complexe naturel du « plateau de Putorana »                                      | Russie        | Examen différé afin de recentrer la proposition et de fournir plus d'informations sur la gestion du bien.                                                                                                 | 69° 02′ 49″ N, 94° 09′ 29″ E  |        |
| Station thermale de Luhačovice                                                   | Tchéquie      | Examen différé afin d'approfondir l'étude du bien proposé. | 49° 06′ 36″ N, 17° 45′ 47″ E  |        |

### Rejets et retraits
L'inscription de quatre propositions est rejetée.
| Bien                                   | Pays               | Notes                                         | Coordonnées                   | Illus. |
| -------------------------------------- | ------------------ | --------------------------------------------- | ----------------------------- | ------ |
| Cal Orck'o                             | Bolivie            | Examen retiré à la demande de la Bolivie.     | 19° 00′ 25″ S, 65° 14′ 10″ O  |        |
| Fortifications de Komárno/Komárom      | Hongrie, Slovaquie | Examen retiré à la demande des deux pays.     | 47° 45′ 11″ N, 18° 08′ 13″ E  |        |
| Bradyséisme dans les champs Phlégréens | Italie             | Proposition retirée à la demande de l'Italie. | 40° 49′ 37″ N, 14° 08′ 20″ E  |        |
| Lac d'Hovsgol et son bassin versant    | Mongolie           | Proposition rejetée.                          | 51° 03′ 00″ N, 100° 30′ 00″ E |        |